# Noirisme
Le noirisme est une idéologie politique populiste apparue en Haïti à la fin des années 1920 lors de l'occupation américaine. Le noirisme prône une mise en valeur de l'héritage africain en Haïti et un contrôle total de l'État par la majorité populaire noire. Cette idéologie s'oppose au mulâtrisme qui prône le contrôle d'Haïti par l'élite « mulâtre »,.

## La question de couleur en Haïti

### Terminologie
En Haïti, un « noir » désigne les Noirs aux cheveux crépus et à la peau foncée et un « mulâtre » est un métis à la peau claire (café au lait), aux cheveux droits et fins et aux « traits fins ».

### Historique
La société domingoise fut historiquement coloriste. Dans la colonie de Saint-Domingue, les noirs libres étaient exclus des bals organisés par les mulâtres. Le noir libre ne pouvait pas acheter un esclave mulâtre ou quarteron, car l'esclave préférerait se suicider plutôt que de servir un noir. Les propriétaires d'esclaves mulâtres avaient la réputation d'être plus cruels que les maîtres d'esclaves blancs et les esclaves à la peau claire, qui étaient généralement des domestiques, se considéraient comme supérieurs aux esclaves noirs.
Lors de la guerre du Sud (1799-1800) durant la révolution haïtienne, les noirs sont partisans du général Toussaint Louverture et les mulâtres supportent André Rigaud au sud. À la suite de sa défaite, Rigaud s'exile en France et Louverture gagne le contrôle de l'île. Durant son règne, Toussaint Louverture collabore avec les élites blanches et mulâtres pour lutter contre le radicalisme et le marronnage des esclaves noirs. En 1801, Napoléon tente de réinstaurer l'esclavage dans la colonie et des chefs mulâtres s'allient au général Leclerc pour vaincre Toussaint Louverture. C'est seulement en 1803, avec l'alliance entre Alexandre Pétion et Jean-Jacques Dessalines, que les mulâtres et les noirs s'uniront pour l'indépendance d'Haïti,.
Après l'assassinat de Jean-Jacques Dessalines, l'Empire d'Haïti est partagé entre la République d'Haïti d'Alexandre Pétion, associé aux mulâtres, au sud et à l'ouest de l'île et l'État d'Haïti d'Henri Christophe, associé aux noirs, au nord. Sous l'État unifié d'Haïti dirigé par Jean-Pierre Boyer, les noirs sont exclus de l'éducation, du pouvoir et du fonctionnariat et sont refoulés au domaine de l'agriculture au profit des mulâtres qui se chargent du commerce international et des rentes foncières et immobilières. 
Le 26 mars 1844, la révolte des Piquets, qui a débuté en 1843 par la famille Salomon, est perpétuée à Camp-Perrin par les agriculteurs noirs et ex-militaires Louis-Jean-Jacques Acaau, Dugé Zamor et Jean Claude. Cette révolte avait comme but de mettre fin à l'hégémonie mulâtre; d'instaurer un président de la République noir; de redistribuer les biens des citoyens riches, noirs ou mulâtres, entre les prolétaires et d'abolir la loi martiale Jean-Jacques Acaau considérait tout noir riche comme mulâtre et tout mulâtre pauvre comme noir : « nèg rich se milat, milat pòv se nèg ». Pour contrecarrer cette insurrection, l'élite mulâtre instaure, avec l'élection de Philippe Guerrier, une « politique de doublure » qui consistait à installer un noir incompétent au pouvoir, surnommé « kongo », qui sera dépendant de l'élite mulâtre,,.

## Genèse du noirisme
Les dirigeants du territoire haïtien ont, à plusieurs reprises, exacerbé les clivages sur les couleurs de peau de façon idéologiques, tels les colonisateurs espagnols ou français, y compris pendant la guerre d'indépendance, puis en partie par réaction contre cette histoire colonialiste, Faustin Soulouque au XIXe siècle, ou encore ultérieurement les Duvalier au XXe siècle.
Par ailleurs, en 1928, lors de l'occupation des États-Unis, Jean Price Mars initie un intérêt nouveau pour l'héritage africain dans le folklore et la culture populaire et paysanne haïtiens et dans la culture populaire haïtienne, ainsi que pour la religion vaudou, à travers ses publications. Ses travaux inspireront Les Griots, un groupe d'écrivains afrocentristes formé en 1938 par Louis Diaquoi (ht), Lorimer Denis, François Duvalier et plus tard Carl Brouard et Clément Magloire-Saint-Aude.